# Volinyi terület

A Volinyi (ukránul: Волинська область), vagy Volhíniai terület közigazgatási egység Ukrajna északnyugati részén, közigazgatási központja Luck. A történelmi Volhínia nyugati részét foglalja magába, róla kapta a nevét is. Területe 20,1 ezer km², 2006-ban 1,04 millió lakosa volt (becslés). Északról Fehéroroszország Breszti területével, nyugatról Lengyelország Lublini vajdaságával, keletről a Rivnei, délről a Lvivi területtel határos. 

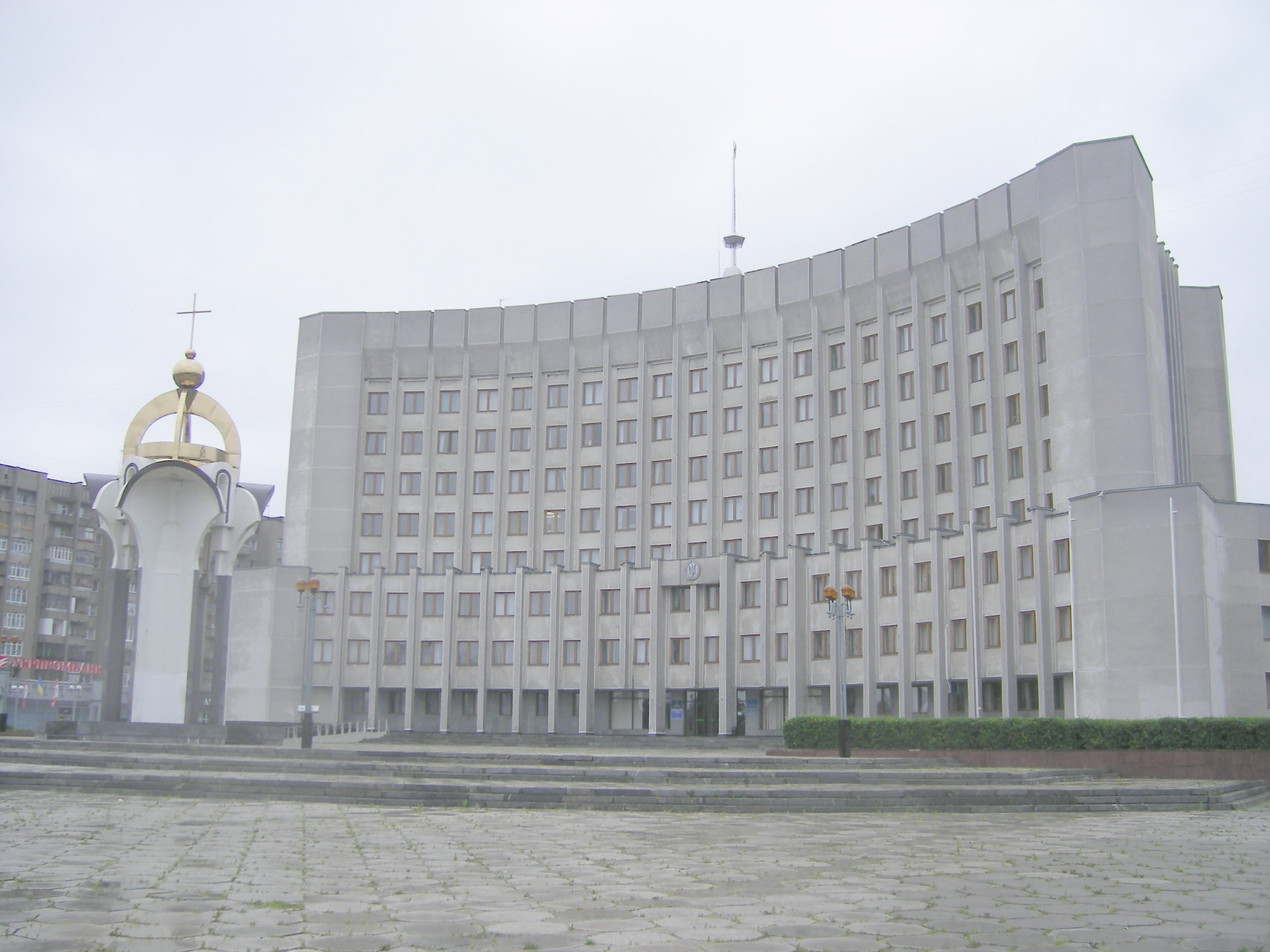
A területi adminisztráció épülete Luckban

## Természetföldrajz
A terület déli része a Volhíniai-hátsághoz tartozó alacsony dombvidék (legmagasabb pontja 288 m), mely észak felé a Polisszja (Poleszje) 140–150 m közepes magasságú mocsaras, erdős alföldjébe megy át, melyet csak néhány magányosan kiemelkedő domb élénkít. A terület északnyugati részén található a Sacki-tócsoport, a környező mocsarakból ered a Pripjaty-folyó, melynek jobb oldali mellékfolyói (Turija, Sztohid, Sztir) délről északra haladva szelik át a síkságot. A Nyugati-Bug 1945 óta a terület (és Ukrajna) nyugati határát képezi. A terület 1/3-át erdő borítja, melynek 60%-a fenyő. Erdeinek jellegzetes állatai a jávorszarvas, a hiúz, a borz, a vaddisznó és az őz. 

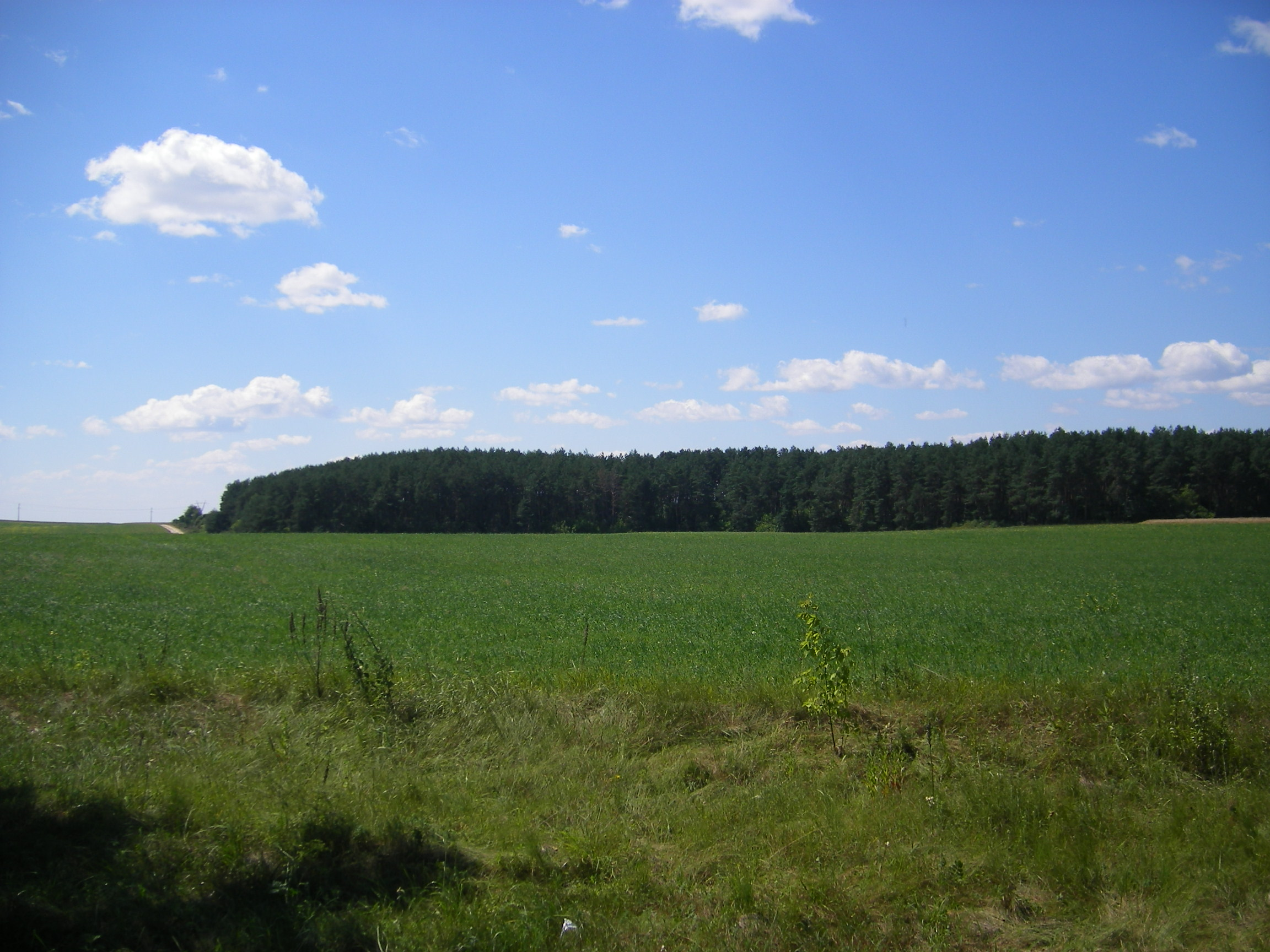
A volinyi erdőség déli pereme Olika közelében

Az évi átlagos csapadékmennyiség a terület keleti részén 600–650 mm, nyugati részén 550–600 mm között mozog. Az uralkodó szélirány a nyugati. Januári középhőmérséklete –4 °C, a júliusi 17 °C.

### Természetvédelem
- Sacki-tavak Nemzeti Park

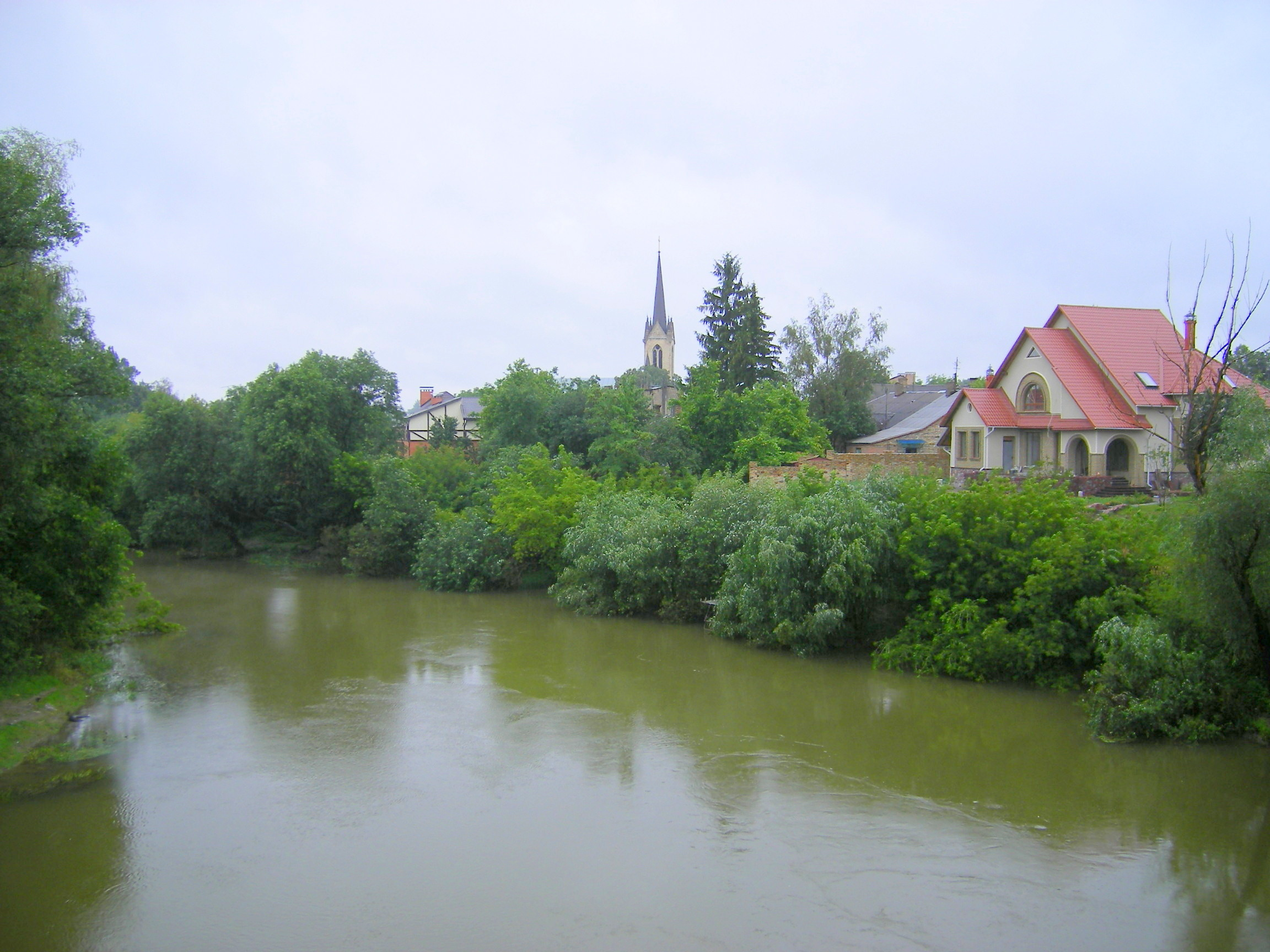
A Sztir-folyó Lucknál

- Cseremszkij Természetvédelmi Terület

Egyéb védett természeti értékek: Cumanyi Botanikus Kert, Nezamerzajucsi dzserela (Manevicsi), Urocsiscse Necsimne (Szkulin)

## Történelem
A terület 1795-től az Orosz Birodalom Volhíniai kormányzóságához tartozott, majd 1920-ban a szovjet-lengyel háború után Lengyelországhoz csatolták, mint a Volhíniai vajdaság részét. 1939 szeptemberében a Molotov–Ribbentrop-paktum értelmében a Szovjetunióhoz csatolták, majd 1939. december 4-én hivatalosan is létrejött a Volinyi terület. A korábban jelentős létszámú lengyel lakosság nagy részét deportálták. A német megszállás (1941. június – 1944. január között) a területen tragikus következményekkel járt. A németek 1942 folyamán csaknem teljesen kiirtották a zsidó lakosságot, a megmaradt lengyeleket (a becslések 30 és 60 ezer fő között vannak) az UPA ukrán nacionalista felkelői mészárolták le. A terület északi részének erdeiben emellett intenzív partizánháború is folyt (a lengyel Honi Hadsereg és a szovjet partizánok egyaránt harcoltak a németek ellen és gyakran egymás ellen is).
A felszabadulás után is egyike maradt az Ukrán SZSZK iparilag fejletlen, mezőgazdasági jellegű vidékeinek, ezen csak a Volhíniai-szénmedence feltárása és Luck iparosítása változtatott kis mértékben. A független Ukrajnában a terület lakossága a nacionalista erők és a 2003-as „narancsos“ hatalomváltás egyik fő támogatója volt.

## Gazdaság

### Bányászat
Voliny ásványkincsekben viszonylag szegény. Délnyugati részén a Volinyi-Lvivi-szénmedencében 1955 óta folyik karbon kori feketeszén bányászata. A medence jelentőségét az adja, hogy az energiahordozókban szegény nyugati országrész (főként Lviv) ellátását biztosítja. Az aknák mélysége 300–500 m közötti, a széntelepek vastagsága 0,5–1 m.
A Polisszja mocsaras vidékén több helyen folyik tőzegkitermelés (Turszke, Poliszke, Velike Boloto, Havcsici). A Lokacsi járásban helyi jelentőségű földgázkitermelés folyik.

### Mezőgazdaság

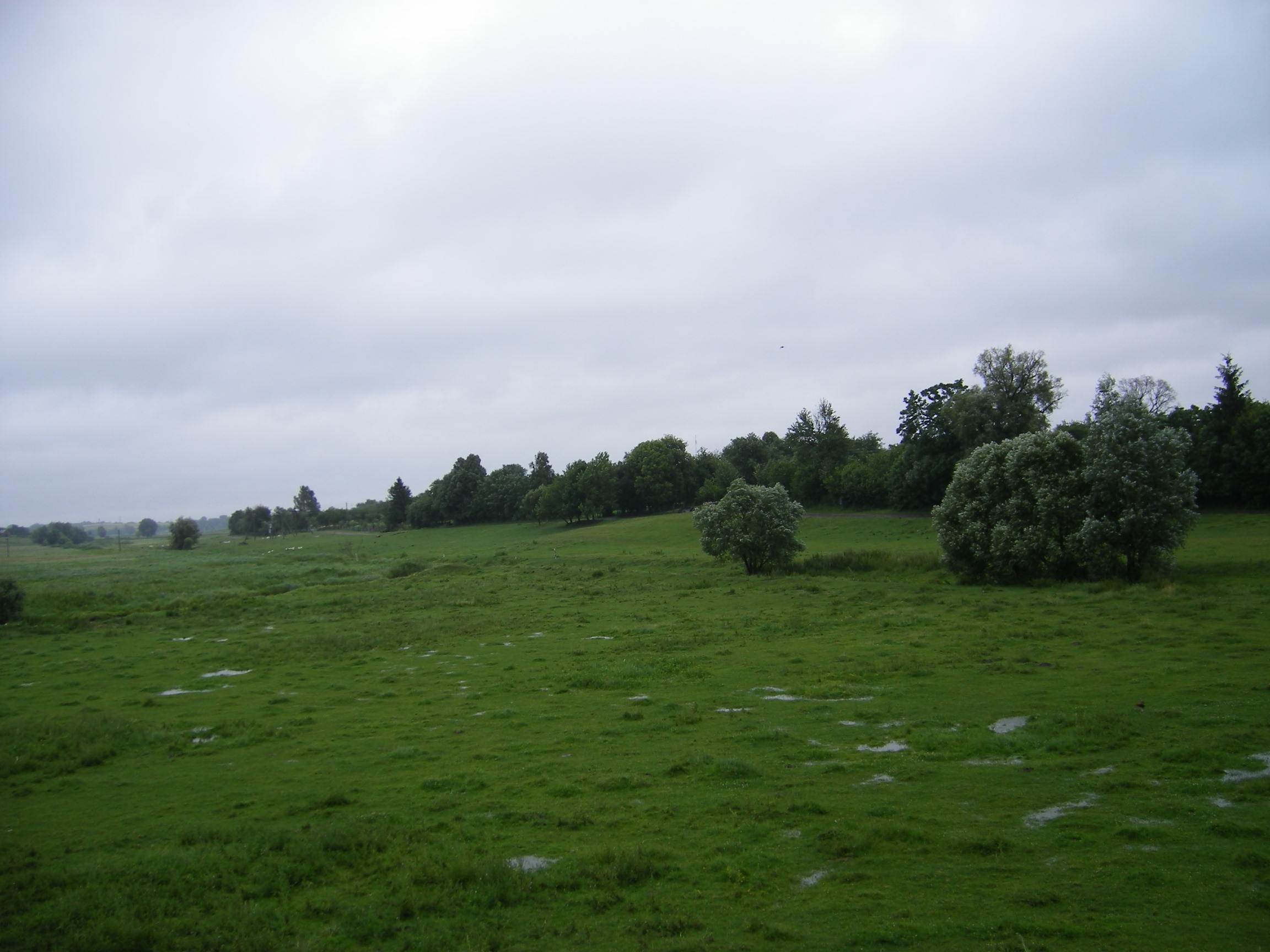
Legelőterület a Horohivi járásban

A területen a mezőgazdasági termelés fő ágazata a tej- és hústermelő szarvasmarhatartás, délen a disznótenyésztés is számottevő. A legfontosabb termesztett növények északon a burgonya, a len, délen a cukorrépa.

### Ipar
A területen nem működik erőmű, a villamos energiát elsősorban a Rivnei atomerőműből (Kuznyecovszk) kapja, a legfontosabb alállomás Novovolinszkban található. A korábban csaknem kizárólag agrárjellegű területen a szocialista iparosítás 3 városra (Luck, Kovel, Novovolinszk) összpontosult. A gépipar fő képviselői a lucki LuAZ gépkocsigyár és a koveli mezőgépgyár. A textilipar Volodimir-Volinszkijban és Novovolinszkban összpontosul. A kisebb városokban a fafeldolgozó- és bútoripar (Kiverci, Cumany, Manevicsi) emelkedik ki.

### Közlekedés

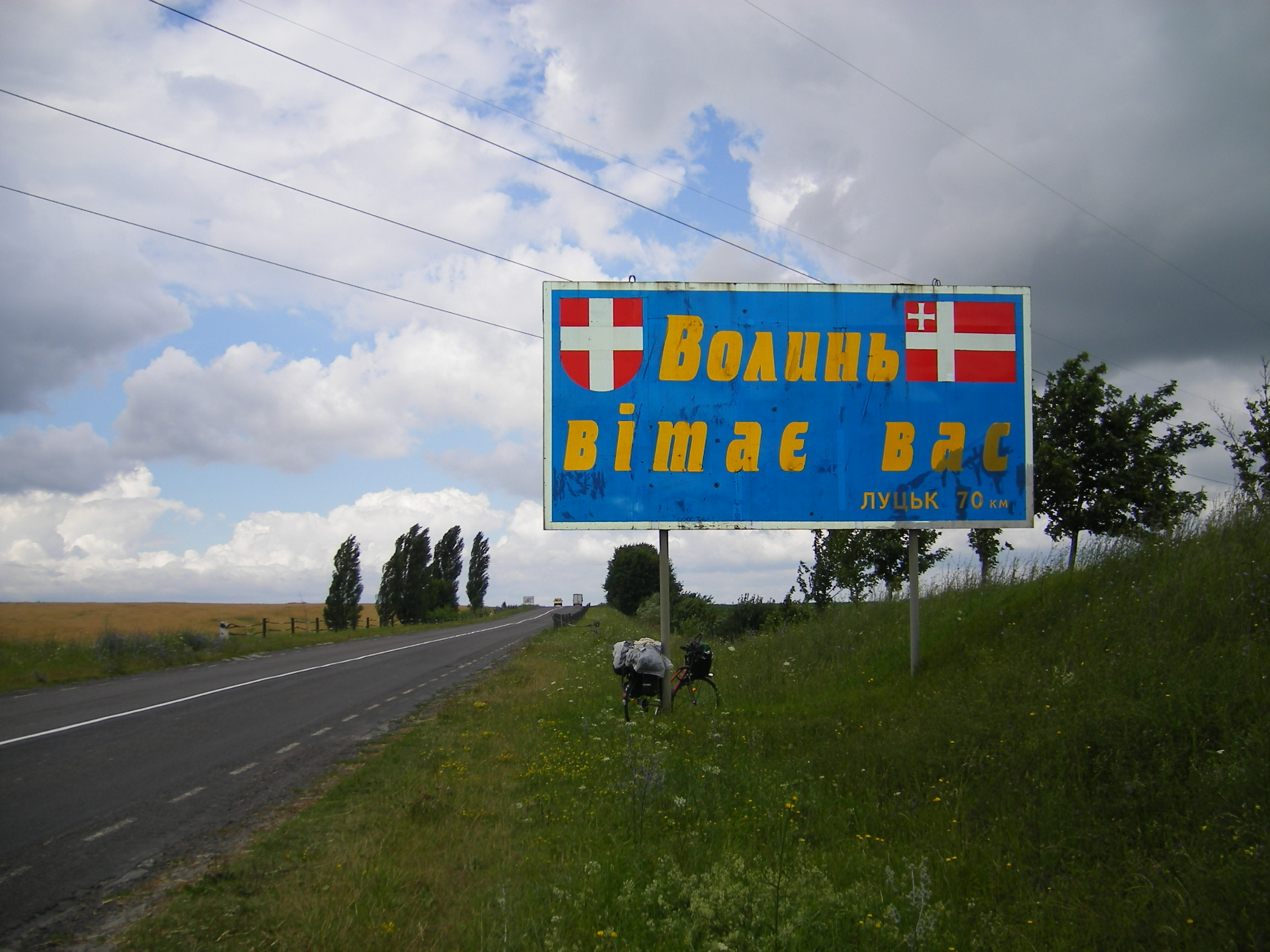
A Lviv-Luck főút a Volinyi terület határán

A területen áthalad a Kijev-Varsó főútvonal és vasúti fővonal, valamint a Breszt-Csernyivci közötti M14-es nemzetközi főút. A legfontosabb vasúti csomópont Kovel, ahonnan 6 irányba ágaznak el a sínek. A Sztir-folyó Luckig hajózható és összeköttetést teremt a Pripjaty-Bug-csatorna felé.
A Volinyi területen 2 közúti (Jahodin/Dorohusk, Usztiluh/Zosin) és 2 vasúti határátkelőhely van Lengyelország felé, és 4 közúti (ebből Pulemec/Tamasovka és Domanove/Makrani a nemzetközi forgalmat, Piscsa/Oltus és Prikladniki/Nyevel a két ország állampolgárait szolgálja) Fehéroroszország felé.

## Népesség

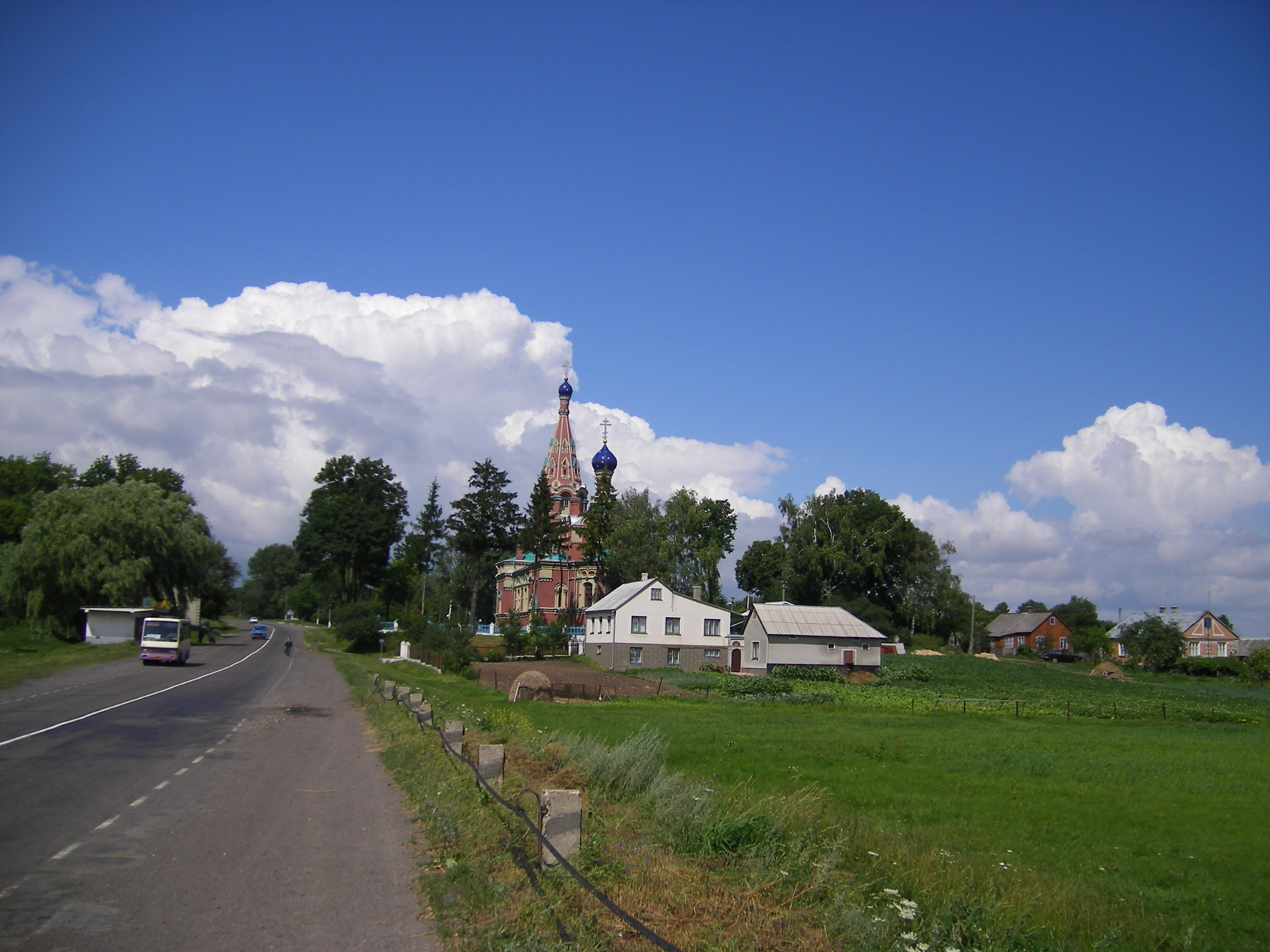
Zsuravniki falu a Horohivi járásban

A Volinyi terület lakossága a 2001-es népszámláláskor 1 060 694 fő volt.
Lakossága a 2. világháború etnikai tisztogatásai és az azutáni lakosságcserék (a Chełm környéki ukrán lakosságot is áttelepítették ide) óta csaknem teljesen (94,3%) ukrán nemzetiségű. A legnépesebb kisebbség a csaknem kizárólag a városokban letelepedett oroszok (4,4%). Az átlagos népsűrűség (52,7 fő/km²) igen nagy egyenlőtlenségeket takar. Legsűrűbben lakott területei Luck környékén (Lucki járás 58 fő/km²) és a délnyugati szénmedencében találhatóak. Az agrárnépsűrűség a terület északi részén nem haladja meg a 30 fő/km²-t, Sack környékén pedig a 20 fő/km²-t sem éri el. A lakosság 50,4%-a él városokban.
2014-ben a cseh kormány bejelentette, hogy pénzt különít el a volinyi csehek hazatelepítésére a kirobbant ukrán válság miatt. 2015 márciusában érkezhetnek az óhazába az első visszatelepültek. Miután visszatérnek segélyben részesülnek, míg a felnőttek 50 ezer cseh koronát, a gyermekek 10 ezer cseh koronát kapnak.

## Közigazgatás
A Volinyi terület közigazgatásilag 16 járásra (rajon) és 4 járási jogú városra oszlik, települései közül 11 város (miszto), 22 városi jellegű település (szeliscse miszkoho tipu) és 1053 falu (szelo). Ez utóbbiakat 379 falusi tanács igazgatja. A járások számát 1962-ben 19-ről 7-re csökkentették, de 1965-1966-ban a megszüntetett járások közül 8-at újra létrehoztak, 1993-ban pedig a Sacki járás is újraalakult.

### Járások
- Beresztecskói járás
- Horohivi járás
- Ivanicsi járás
- Kaminy-Kasirszkiji járás
- Kiverci járás
- Koveli járás
- Lokacsi járás
- Ljubesivi járás
- Ljubomli járás
- Lucki járás
- Manevicsi járás
- Ratnei járás
- Rozsiscsei járás
- Sacki járás
- Sztara Vizsivkai járás
- Turijszki járás
- Volodmir-Volinszkiji járás

### Legnépesebb városok
Zárójelben a lakosságszám a 2001-es népszámláláskor (ezer fő)
- Luck (209)
- Kovel (66,4)
- Novovolinszk (53,9)
- Volodimir-Volinszkij (38,3)
- Kiverci (16,7)
- Rozsiscse (13,7)
- Kaminy-Kasirszkij (10,9)
- Ljuboml (10,4)

### Városok listája
(Zárójelben az orosz nyelvű elnevezés, dőlt betűvel a járási jogú városok)
- Beresztecsko (Берестечко)
- Horohiv (Горохів)
- Kaminy-Kasirszkij (Kамінь-Каширський)
- Kiverci (Ківерці)
- Kovel (Ковель)
- Ljuboml
- Luck
- Novovolinszk
- Rozsiscse
- Usztilug (Устилуг)
- Volodimir-Volinszkij (Володимир-Волинський)

### Városi jellegű települések listája
(Zárójelben az orosz nyelvű elnevezés)
| - Cumany - Dubiscse - Holobi (Golobi) - Holovne (Golovno) - Ivanicsi (Ivanyicsi) - Ljubesiv (Ljubesov) - Ljublinec (Ljublinyec) - Kolki - Lokacsi - Lukiv (Lukov) - Manevicsi (Manyevicsi) | - Marjanyivka (Marjanovka) - Olika - Ratne (Ratno) - Rokinyi - Sack - Szenkevicsivka (Szenkevicsevka) - Sztara Vizsivka (Sztaraja Vizsevka) - Torcsin - Zabolottja (Zabolotyje) - Zsovtneve (Zsovtnyevoje) |

## Külső hivatkozások
- A Volinyi Területi Állami Közigazgatási Hivatal honlapja (ukránul)
- Fotó (ukránul)